# 高雄市立福誠高級中學
高雄市立福誠高級中學（英語：Kaohsiung Municipal Fu Cheng Senior High School，縮寫：KMFC），位於台灣高雄市鳳山區。

## 簡史
高雄市鳳山區五甲地區人口增加，原僅有一所五甲國中，已不敷容納，乃於1991年由原高雄縣設立福誠國中，商借五甲國中校舍教學，於1995年遷入自有校舍。後於2000年改制為高雄縣立福誠高級中學，招收國中與高中學生。
2010年高雄縣市合併，改制為高雄市立福誠高級中學。

## 歷任校長
| 任別 | 姓名   | 任期               | 備註                                  |
| ---- | ------ | ------------------ | ------------------------------------- |
| 1    | 鍾建民 | 1993.8.1~1999.7.31 |                                       |
| 2    | 劉和平 | 1999.8.1~1999.8.16 |                                       |
| 3    | 蔡英士 | 1999.8.17~2004.2.1 | 陳麗幸 代理校長（2004.2.2~2004.7.31） |
| 4    | 林文正 | 2004.8.1~2010.7.31 |                                       |
| 5    | 陳當木 | 2010.8.1~2014.7.31 |                                       |
| 6    | 蘇清山 | 2014.8.1~2021.7.31 |                                       |
| 7    | 夏日新 | 2021.8.1~迄今      |                                       |

## 學生社團
2019年8月
- 天文社
- 攝影社
- 民謠吉他社
- 籃球社
- 羽球社
- 熱舞社
- 樂遊社
- 熱音社
- 漫畫研究社
- 電影欣賞社
- 西點烘培社
- 春暉社
- 排球社
- 創意電機社
- AI新興科技社
- 自治幹部社
- 福誠Maker社
- 康輔社

（國中部也設有社團，分開時間上社團課）

## 相關連結
- 高雄市立福誠高級中學 （页面存档备份，存于）
- 福誠高中 Fu Cheng Senior High School （页面存档备份，存于）
- 市立福誠高中 （页面存档备份，存于）
- 黑特福誠 KCFC Hate （页面存档备份，存于）
- 告白福誠KCFC Crushes （页面存档备份，存于）